# Ferrocarrils de la Generalitat Valenciana

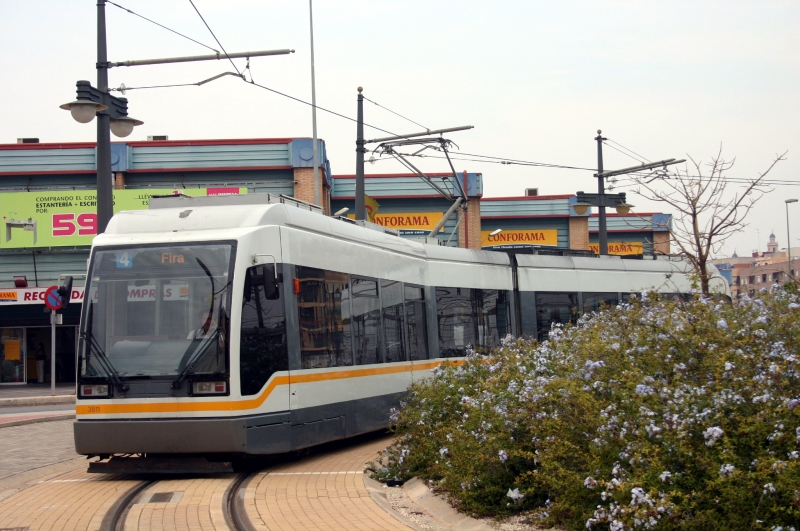
Tram van de FGV.

Ferrocarrils de la Generalitat Valenciana (FGV) is een smalspoorwegonderneming in de Spaanse autonome regio Valencia. De FGV is opgericht in november 1986, nadat de FEVE-lijnen binnen Valencia werden overgenomen door de regionale overheid. De FEVE heeft in 1964 de smalspoorbedrijven en ~trams van de CTFV (Compañía de Tranvías y Ferrocarriles de Valencia) overgenomen.
In de provincie Valencia exploiteert FGV drie smalspoorwegen en een stadstramlijn. In het centrum van Valencia hebben deze smalspoorwegen het karakter van een metro en tramlijnen.
In de provincie Alicante exploiteert FGV een tramlijn in de stad Alicante en een regionale smalspoorlijn tussen Alicante en Dénia. Zie: Tram van Alicante.
In 2005 vervoerde de FGV 64 miljoen mensen.